# Justitsministeriet
Justitsministeriet är ett ministerium i Danmark. Det ansvarar för rättsväsendet som bl.a. polis och åklagarmyndighet. Ministeriet har funnits sedan marsrevolutionen. Nuvarande justitieminister är Peter Hummelgaard. Ministeriet har omkring 250 anställda. och styr över omkring 21 000 på de olika myndigheter det styr över. Departementet handlägger lagstiftning rörande egendom, förvaltning, fonder, personuppgifter och strafflagen.

## Organisation
Justitsministeriet är uppdelat i tre avdelningar: administrationsavdelningen, civil- och polisavdelningen och lagavdelningen. Politiets Efterretningstjeneste ligger under ministeriet. Till ministeriet hör även Direktoratet for Kriminalforsorgen och Civilstyrelsen. Datatilsynet och Domstolsstyrelsen ligger under ministeriet, men är inte direktstyrda därifrån. Under myndigheten ligger:

- Politi og anklagemyndighed
- Kriminalforsorgen
- Civilstyrelsen
- Familiestyrelsen
- Datatilsynet